# Biarum marmarisense
Biarum marmarisense là một loài thực vật có hoa trong họ Ráy (Araceae). Loài này được (P.C.Boyce) P.C.Boyce mô tả khoa học đầu tiên năm 2006.